# Кувабара, Мана
Мана Кувабара (яп. 桑原 万奈 Кувабара Мана, род. 12 июля, в городе Осака, Япония) — балерина. Лауреат премии II Международного конкурса артистов балета, который проходил в Таллине в 2018 году.
Лауреат премии 3 международного конкурса артистов балета который проходил в Корее. В 2013—2018 годах — солистка Красноярского государственного театра оперы и балета.

## Биография
Мана Кувабара родилась 12 июля в городе Осака. Впервые на занятия балетом отправилась в возрасте 7 лет. Мама привела её в танцевальную студию в родном городе.
В возрасте 14 лет решила более серьёзно заняться балетом, после того, как увидела балет «Баядерка» в исполнении артистов Большого театра. Выпускница Московской государственной академии хореографии. После окончания обучения, работала в Одесском национальном академическом театре оперы и балета.
В 2013 году Мана Кувабара начала танцевать в Красноярском театре оперы и балета.
Исполнила партию «Снегурочки» на Рождество 2015 года в Сент-Дэвидс Холле в Кардиффе.
В 2018 году стала лауреатом II премии Международного конкурса артистов балета, который проходил в Таллине в 2018 году. В конкурсе принимало участие около 100 артистов из России, Украины, Швейцарии, Эстонии, США, Армении, Финляндии, Испании, Японии, Литвы. Балерина исполнила вариации балетов «Эсмеральда», «Корсар», «Тщетная предосторожность», «Дон Кихот».
Исполняет партию Жизель в балете «Жизель», Лизу в «Тщетной предосторожности», Китри в «Дон Кихоте», Принцессу Флорину в «Спящей красавице», Снегурочку в балете «Снегурочка», Сильфиду, четверку сильфид и Эффи в балете «Сильфида», Четырёх лебедей, поселянок и первую поселку в «Лебедином озере», Девушку в «Анюте», Pas d action в «Баядерке».